# Хорхе Мірамон
Хорхе Мірамон (ісп. Jorge Miramón, нар. 2 червня 1989, Сарагоса) — іспанський футболіст, захисник кіпрського клубу АЕК (Ларнака). Виступав також за низку іспанських клубів. Володар Кубка Кіпру.

## Ігрова кар'єра
Хорхе Мірамон народився 1989 року в місті Сарагоса, та є вихованцем футбольної школи клубу «Реал Сарагоса». У 2008 році Мірамон розпочав грати в другій команді клубу «Реал Сарагоса», в якій грав до 2010 року, після чого перейшов до другої команди мадридського «Атлетіко». З 2011 до 2012 року футболіст грав у складі команди «Андорра», яка виступає в системі футбольних ліг Іспанії.
У 2012 році Хорхе Мірамон став гравцем клубу «Льєйда», в якому грав до 2015 року. У 2015 році футболіст перейшов до клубу «Леганес», у якому грав до 2016 року. У 2016 році Мірамон перейшов до клубу «Реус», а в 2018—2019 роках грав у складі клубу «Уеска».
У 2019 року захисник уклав контракт з клубом «Леванте», у складі якого грав до 2022 року. З 2022 до 2024 року футболіст удруге став гравцем клубу «Леганес». У 2024 році Мірамон став гравцем кіпрського клубу АЕК. У складі команди в сезоні 2024—2025 років футболіст став володарем Кубка Кіпру.

## Титули і досягнення
- Володар Кубка Кіпру (1):

АЕК (Ларнака): 2024–2025